# Saint-Léonard (Valais)
Pour les articles homonymes, voir Saint-Léonard.
Saint-Léonard est une commune suisse du canton du Valais, située dans le district de Sierre.

## Géographie
Le territoire de Saint-Léonard s'étend sur 3,9 km2. Lors du relevé de 2013-2018, les surfaces d'habitations et d'infrastructures représentaient 31,2 % de sa superficie, les surfaces agricoles 45,4 %, les surfaces boisées 14,2 % et les surfaces improductives 9,3 %.
Le village possède une curiosité géologique, le plus grand lac souterrain naturel d'Europe, le lac souterrain de Saint-Léonard, qui est peuplé de nombreuses truites introduites volontairement par l'homme. Celles-ci ne disposent pas des conditions nécessaires pour se reproduire ; de nouvelles sont régulièrement introduites.
| Ayent | Icogne        | Lens   |
|       | Saint-Léonard | Sierre |
| Sion  |               | Grône  |

## Toponymie
Saint-Léonard tire son nom du saint patron de sa paroisse, Léonard de Noblat, ou saint Léonard. Ce nom est attesté en 1218 sous la forme « Sanctum Leonardum », de 1249 à 1276 « Sancti Leonardi » et en 1250 environ « Sancto Leonardo. L'ancien nom allemand de la commune est « Sankt Leonhard ».

## Histoire
La première mention de Saint-Léonard date du XIe siècle. Néanmoins le site est habité depuis l'Antiquité : un monument de pierre dans le vignoble d'Arsal, un anneau de bronze près de l'église ainsi que plusieurs tombes du premier et du deuxième âge de fer et de l'époque romaine ont été découverts sur le territoire communal.
Le nom de Saint Abbé Léonard, qui est devenu le patron de la paroisse, se lit dans le nécrologe de Granges. Au début du XIIe siècle, des bénédictins d'Aynai possédaient les deux prieurés d'Ayent et de Granges. Ces bénédictins obtinrent du Chapitre de Sion des droits au Mont de Lens et probablement aussi à Saint-Léonard. Ils y construisirent maisons et chapelle. C'est cela qui explique la croyance d'un prieuré attesté par la tradition. 
Métralie, puis châtellenie, enfin commune, Saint-Léonard fait partie, au militaire, de la Grande Bannière de Sierre. Diverses familles nobles y avaient des biens. La communauté remonte à 1300. Le seigneur présidait le plaid où l'on traitait des intérêts de la localité et des affaires de la confrérie du Saint-Esprit. 
Sur le pont de la Lienne, qui sépare encore aujourd'hui Saint-Léonard d'Uvrier, était installé un péage épiscopal. Ce point connut deux batailles sanglantes : en 1375, la défaite d'Antoine de la Tour qui venait d'assassiner Guichard Tavelli, prince-évêque de Sion ; en avril 1840, après quelques jours de combats, la colonne du Bas-Valais, représentant le courant réformiste, commandée par Alexis Joris, y mit en déroute les Hauts-Valaisans, placés sous les ordres de Louis de Courten. Ce fut la fin de la première guerre civile suscitée par la révision constitutionnelle de 1839.

## Politique
Les habitants de St-Léonard ont élu en octobre 2020 : 
- Nicolas Pralong (PLR) pour le poste de Président. C'est la première fois que ce parti arrive à la présidence de la commune qui était, depuis les années 40, en main PDC[6].
- Fabien Schwery (PDC) pour le poste de Vice-Président

- François Wanner (indépendant) comme conseiller communal
- Stephen Tissières (PDC) comme conseiller communal
- Alain Anthamatten (PLR) comme conseiller communal

Juges et Vice-juges de communes :
- Marie Charvet (PDC) comme Juge de commune
- Marie-Cécile Rossetti (PLR) comme Vice-Juge de commune

## Population et société

### Gentilé et surnom
Les habitants de la commune se nomment les Léonardins.
Ils sont surnommés les Foussons, soit les serpettes en patois valaisan (dont ils se servaient pour voler du bois dans les forêts des communes voisines).

### Démographie

#### Évolution de la population
Saint-Léonard compte 2 548 habitants au 31 décembre 2022 pour une densité de population de 653 hab/km2. Sur la période 2010-2019, sa population a augmenté de 14,7 % (canton : 10,5 % ; Suisse : 9,4 %).  

#### Pyramide des âges
En 2020, le taux de personnes de moins de 30 ans s'élève à 33,5 %, au-dessus de la valeur cantonale (31,7 %). Le taux de personnes de plus de 60 ans est quant à lui de 24 %, alors qu'il est de 26,6 % au niveau cantonal.
La même année, la commune compte 1 211 hommes pour 1 249 femmes, soit un taux de 49,2 % d'hommes, inférieur à celui du canton (49,6 %).
| Hommes | Classe d’âge | Femmes |
| ------ | ------------ | ------ |
| 0,7    | 90 ans ou +  | 1,1    |
| 5,9    | 75 à 89 ans  | 8,1    |
| 15,0   | 60 à 74 ans  | 17,2   |
| 24,4   | 45 à 59 ans  | 22,7   |
| 19,2   | 30 à 44 ans  | 18,6   |
| 20,1   | 15 à 29 ans  | 18,8   |
| 14,6   | - de 14 ans  | 13,5   |

| Hommes | Classe d’âge | Femmes |
| ------ | ------------ | ------ |
| 0,5    | 90 ans ou +  | 1,2    |
| 7,5    | 75 à 89 ans  | 9,4    |
| 16,8   | 60 à 74 ans  | 17,7   |
| 22,2   | 45 à 59 ans  | 21,7   |
| 20,3   | 30 à 44 ans  | 19,4   |
| 17,7   | 15 à 29 ans  | 16,6   |
| 14,9   | - de 14 ans  | 14,1   |

### Religion
La paroisse de Saint-Léonard est créée vers 1200. Elle se base alors dans une chapelle mentionnée déjà au XIe siècle et ayant comme saint patron Léonard de Noblat ; avant la paroisse, cette chapelle dépend du prieuré bénédictin d'Ayent. L'église paroissiale du village, de style néogothique, est construite en 1894.

L'église paroissiale de Saint-Léonard
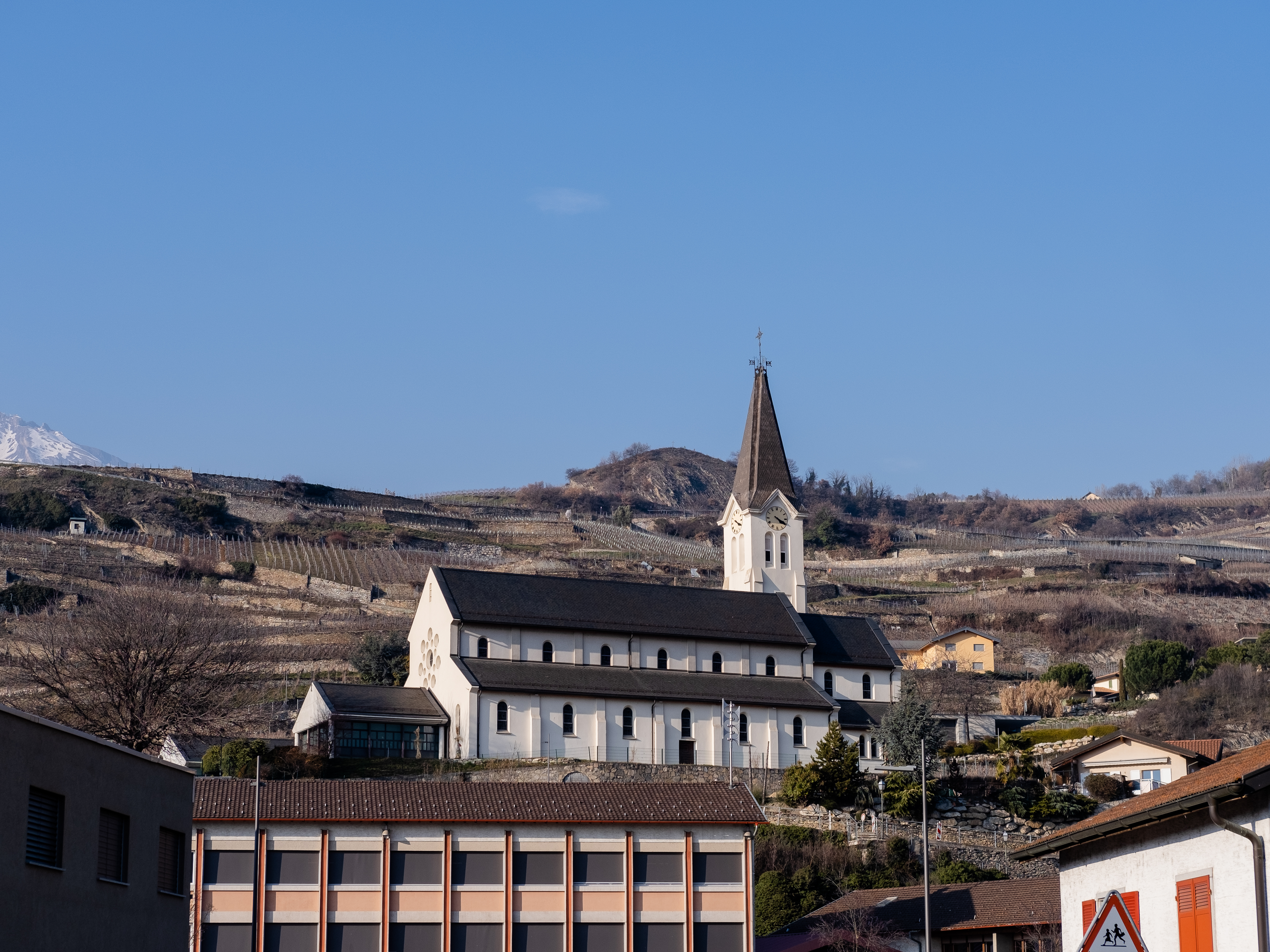
Situation.
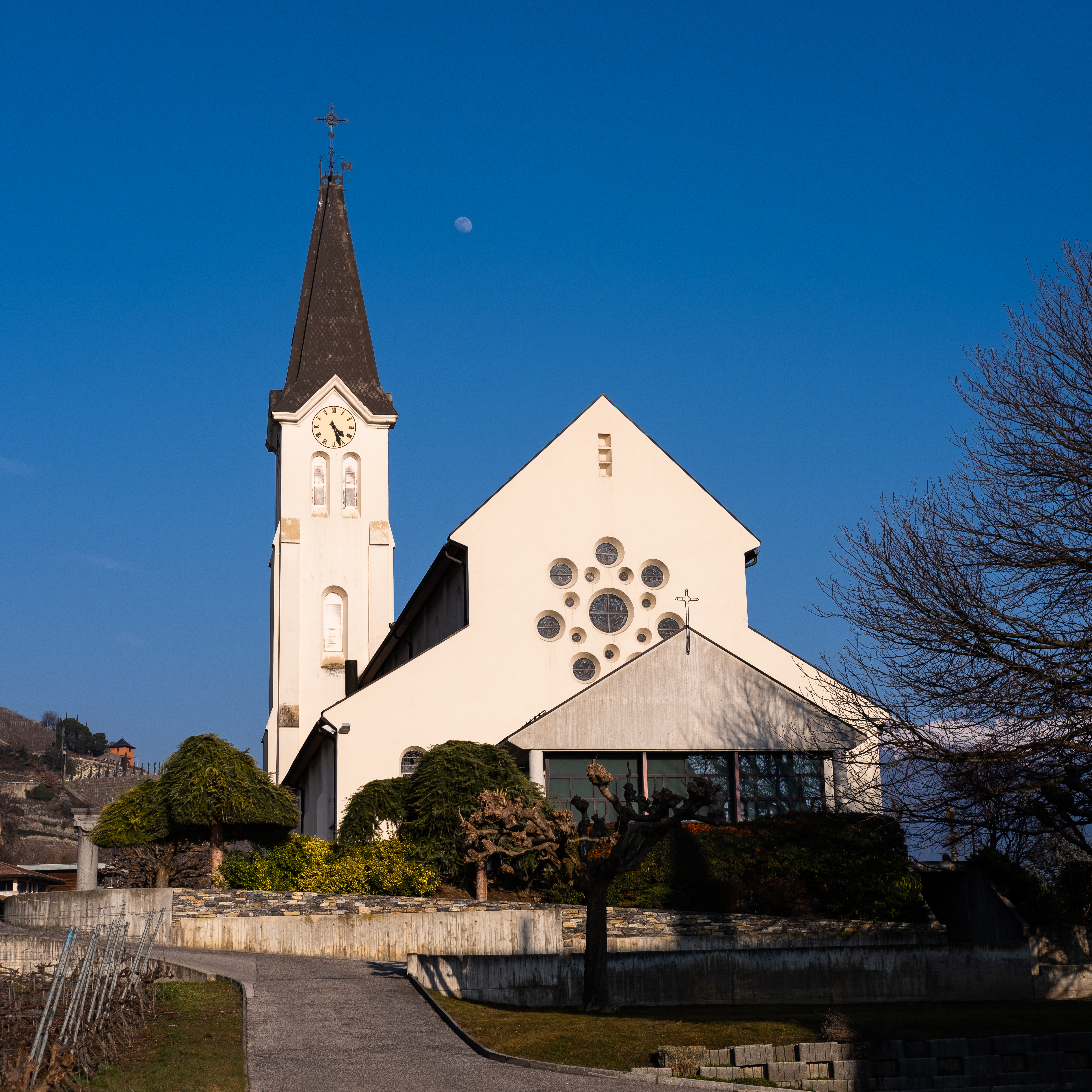
Vue de face.
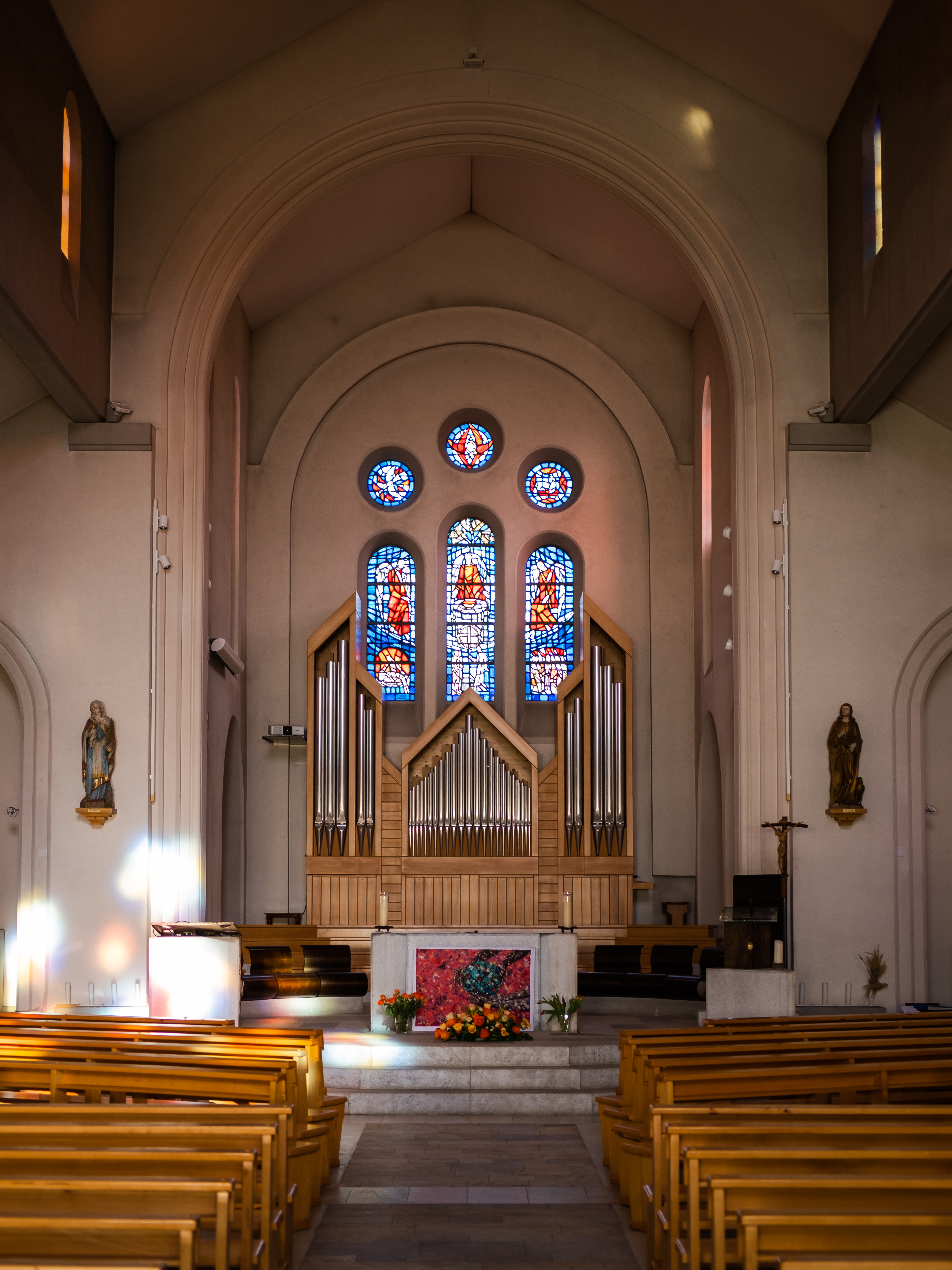
Chœur.
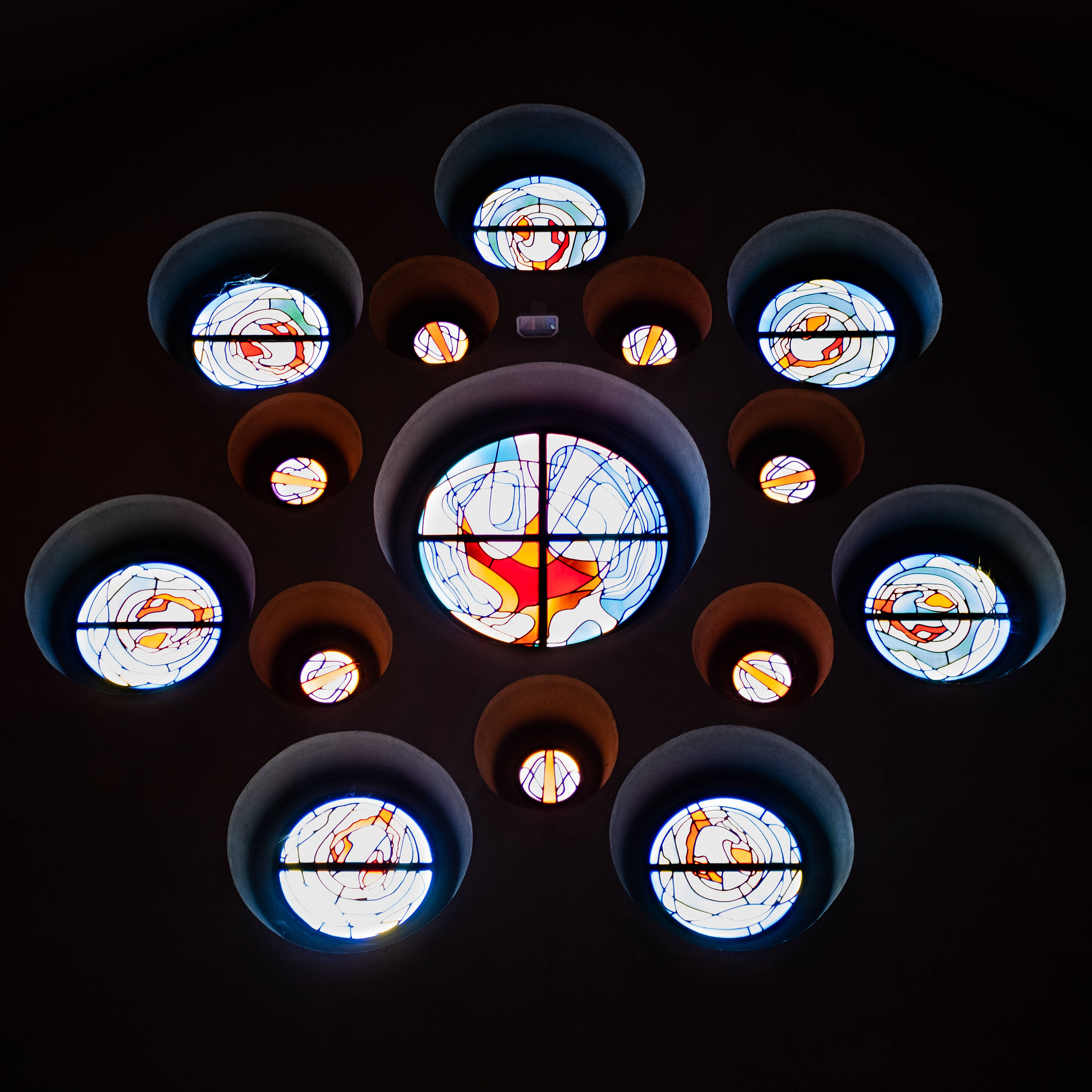
Vitraux.

## Culture et patrimoine

### Personnalités liées à la commune
- Monseigneur Henri Schwery (1932 - 2021), cardinal, y est né et mort.
- Romaine Obrist (née le 13 septembre 1982), championne suisse de basket féminin avec Université Neuchâtel en 2007.
- Blaise Piffaretti (né le 9 mars 1966), ancien joueur de football suisse, international, aujourd'hui entraîneur.

### Héraldique
| Blason | Blasonnement : « D'azur au sapin de sinople fûté au naturel, mouvant d'un mont à trois coupeaux du second et cantonné en chef de deux étoiles d'or. » |

Les armoiries de Saint-Léonard seraient issues de l'ancienne bannière de la commune. Elles sont attestées sur un autel de l'ancienne église de Saint-Léonard. Un sceau de la bourgeoisie du XIXe siècle porte quatre étoiles au lieu de deux.

### Fonds d'archives
- Fonds : Saint-Léonard, Commune (14e siècle-20e siècle) [11,31 mètres].  Cote : CH AEV, AC Saint-Léonard. Sion : Archives de l'État du Valais (présentation en ligne).
- Fonds : Saint-Léonard, Paroisse (1296-1970) [1,60 mètre].  Cote : CH AEV, AP Saint-Léonard. Sion : Archives de l'État du Valais (présentation en ligne).